# Stilllegungsabfall
Als Stilllegungsabfälle werden allgemein die Abfälle bezeichnet, die bei der Stilllegung bzw. dem Abriss einer technischen Einrichtung anfallen. Meist wird dieser Begriff jedoch in der Kerntechnik, und zwar im Zusammenhang mit dem Rückbau von Kernkraftwerken verwendet. In diesem Falle versteht man darunter normalerweise die bei diesen Tätigkeiten anfallenden radioaktiven Abfälle, die letztendlich in ein Endlager verbracht werden müssen. Im weiteren Sinne gehören jedoch auch solche Abfälle dazu, die aufgrund ihres geringen Aktivitätsgehalts wiederverwendet oder auf konventionelle Weise beseitigt werden können, zum Beispiel Bauschutt. Nicht zu den Stilllegungsabfällen werden die abgebrannten Brennelemente gezählt, die vor Beginn der Abrissarbeiten aus dem Reaktor entfernt werden.
Für die Endlagerplanungen wurden von den Kraftwerksbetreibern Untersuchungen zum Abfallaufkommen bei der Stilllegung durchgeführt. Dabei wurden modellhaft zwei Referenzkonzepte (Druckwasserreaktor mit einer elektrischen Leistung von 1200 MW, Siedewasserreaktor mit einer Leistung von 800 MW) betrachtet. Der Kontrollbereich des Referenz-Druckwasserreaktors hat eine Gesamtmasse von etwa 156.000 t. Die Gebäudestrukturen, die den größten Teil dieser Masse ausmachen, können konventionell abgerissen werden. Lediglich etwa 600 t Rückstände aus der Reinigung (Dekontamination) der Oberflächen müssen endgelagert werden. Die metallischen Anlagenteile und Einbauten werden überwiegend eingeschmolzen und wiederverwertet. Etwa 3000 t müssen als radioaktiver Abfall entsorgt werden. Hinzu kommen noch 500 t radioaktiver Abfälle aus dem Stilllegungsbetrieb.
Insgesamt müssen von der Gesamtmasse eines Kernkraftwerks nur etwa 2 bis 3 % als radioaktiver Abfall in ein Endlager gebracht werden.